# パウル・フォン・ハーゼ
カール・パウル・イマヌエル・フォン・ハーゼ（Karl Paul Immanuel von Hase, 1885年7月24日 - 1944年8月8日）は、ドイツの軍人。最終階級はドイツ国防軍中将。第二次世界大戦中の1944年、ヒトラー暗殺計画に参加して処刑された。

## 経歴
プロイセン王国陸軍軍医パウル・フォン・ハーゼ博士の息子としてハノーファーに生まれる。1905年に一年志願兵としてアレクサンダー皇帝第1近衛擲弾兵連隊に入営し、将校としての教育を受ける。1907年1月に少尉に任官。第一次世界大戦には小隊長および参謀将校として従軍し、敗戦時には大尉であった。ヴァイマル共和国軍に採用され、1920年5月に第51歩兵連隊で中隊長となる。1926年から1931年までクマースドルフ演習場所長を務め、その間1928年4月に少佐に昇進した。1933年2月に中佐に昇進。1934年2月に第5歩兵連隊第II大隊長。歩兵連隊教導大隊長を経て1935年10月にランツベルクの第50歩兵連隊長に補される。1938年4月に少将に昇進。1938年に第3砲兵連隊司令官。
第二次世界大戦が勃発すると、第46歩兵師団の編成と指揮を任される。1940年7月に第56歩兵師団長に転じ、同年11月にベルリン防衛司令官に任命された。その一方で、ハーゼは1938年以降、ヴィルヘルム・カナリス、ハンス・オスター、エルヴィン・フォン・ヴィッツレーベン、フランツ・ハルダー、エーリヒ・ヘプナーら、反ヒトラー派のドイツ国防軍将校団（「黒いオーケストラ」）に加わり、反ナチス活動に加わっていた。
ヒトラー暗殺計画が実行に移された1944年7月20日、ハーゼはクーデターのためベルリンに戒厳令を敷いた。しかしヒトラー暗殺に失敗しクーデターも失敗に終わると、その日のうちにハーゼは逮捕された。8月8日に人民法廷による裁判で死刑判決を受け、その日のうちにベルリン・プレッツェンゼー刑務所で絞首刑となった。

## 家族

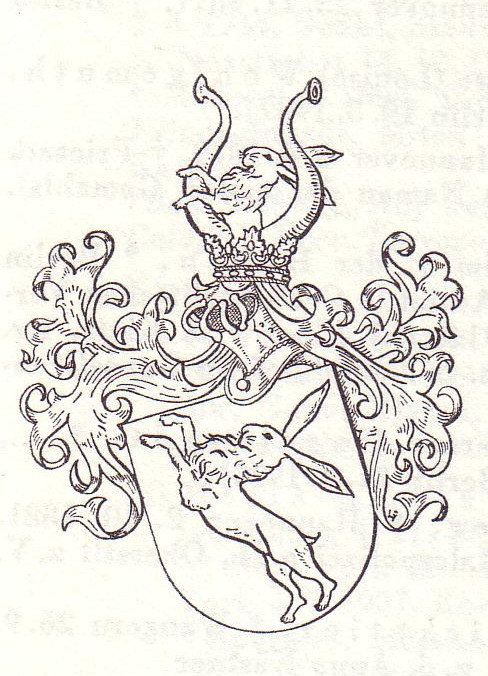
ハーゼ家の家紋

祖父は教会史学教授カール・フォン・ハーゼで、1883年にザクセン＝コーブルク＝ゴータ家により世襲貴族に叙されている。曾祖父は出版社ブライトコプフ・ウント・ヘルテルを興したゴットフリート・クリストフ・ヘルテルである。1921年12月に元ロシア帝国陸軍参謀大尉カール・フォン・フンク男爵の娘マルガレーテと結婚した。

## 文献
- Roland Kopp: Paul von Hase. Von der Alexander-Kaserne nach Plötzensee. Eine deutsche Soldatenbiographie 1885-1944; Münster, Hamburg, London: LIT, 2001
- Heinrich Bücheler: Paul von Hase. Der Wehrmachtkommandant von Groß-Berlin 1940-1944; in: Damals 7 (Juli 1984), S. 611 ff.